# 14. Infanterie-Division (Wehrmacht)
La 14. Infanterie-Division (14ª divisione fanteria) fu un'unità militare tedesca nata nell'ottobre 1934, mentre la Germania era ancora vincolata alle limitazioni imposte dal trattato di Versailles. Rinominata 14. Infanterie-Division (mot) (14ª divisione fanteria motorizzata) nel novembre 1940 e quindi 14. Panzergrenadier-Division due anni dopo, nel giugno 1943 riacquistò il nome originale. Combatté in Polonia e Francia nei primi anni della seconda guerra mondiale, spostandosi al fronte orientale nel giugno 1941, dove era ancora alla fine del conflitto.

## Storia
| Luogo                            | Periodo             |
| Polonia                          | set 1939 - mag 1940 |
| Francia                          | mag - ott 1940      |
| Germania                         | ott 1940 - giu 1941 |
| Fronte orientale, settore centro | giu 1941 - mag 1945 |

### Le origini e lo schieramento in Polonia e Francia
La 14. Infanterie-Division nacque il 1º ottobre 1934 a Lipsia sotto il nome ufficiale di Wehrgauleitung von Leipzig, presto cambiato in Kommandant von Leipzig, per aggirare le limitazioni alle forze armate tedesche imposte dal trattato di Versailles. I quadri provenivano dall'espansione dell'11. (sächsisches) Infanterie-Regiment (11º reggimento di fanteria sassone) del Reichswehr. Il 15 ottobre 1935, con l'annuncio formale della creazione della Wehrmacht, assunse la denominazione ufficiale di 14. Infanterie-Division.
Nell'ottobre 1938 fu tra le unità che occuparono la Cecoslovacchia, mentre il 1º settembre 1939 iniziò la campagna di Polonia sotto il XVI Armeekorps (mot.) (XVI Corpo d'armata motorizzato) avanzando dalla Slesia verso le città di Kielce, Lubin e Chełm, in direzione del fiume Bug Occidentale. Nel corso della battaglia di Varsavia rimase nella riserva.
Terminate le operazioni militari, il 16 ottobre venne trasferita al fronte occidentale, nell'Eifel, da dove, dopo alcuni cambi di organico, prese parte al Fall Gelb, l'invasione di Belgio, Paesi Bassi, Lussemburgo e Francia attuata nel maggio 1940. L'unità attacco a sud della foce della Roer con l'XI Armeekorps, avanzando oltre la Mosa, il Canale Alberto e la Dendre, riuscendo a catturare quindi la città di Lovanio. La 14ª fanteria proseguì quindi la scia di successi oltrepassando la Schelda e il Lys. Nella seconda parte del piano di invasione tedesco (Fall Rot) avanzò verso Parigi. Ad operazioni terminate venne assegnata alla riserva, nelle Fiandre, dove rimase fino all'agosto 1940 prima di venire spostata in Germania, sempre nella riserva.
In patria la 14. Infanterie-Division venne sottoposta ad un processo di riorganizzazione che culminò nel cambio di nome in 14. Infanterie-Division (mot.) (14ª divisione fanteria motorizzata): l'Infanterie-Regiment 101 (101º reggimento fanteria) venne distaccato quasi per intero presso la 18. Panzer-Division (18ª divisione corazzata), che acquistò anche il II./Artillerie-Regiment 14 (II battaglione del 14º reggimento artiglieria); solo il I battaglione del 101º fanteria rimase nella 14. Infanterie-Division (mot.), trasformato però nel 54º battaglione motociclisti. Conseguentemente, il III./Artillerie-Regiment 14 divenne il II./Artillerie-Regiment 14, il I./Artillerie-Regiment 50, da tempo aggregato alla divisione, vi venne ufficialmente inserito come III./Artillerie-Regiment 14, e, per ultimi, gli elementi ippotrainati dei servizi di supporto andarono alla 122. Infanterie-Division.

### La 14. Infanterie-Division (mot.) al fronte orientale
La nuova divisione rimase in Germania fino al giugno 1941, quando venne mobilitata per prendere parte, come poi effettivamente fece, all'operazione Barbarossa, l'invasione dell'Unione Sovietica iniziata il 22 giugno 1941. Con il Panzergruppe 3 (3º gruppo corazzato) si mosse fino a luglio verso Białystok e Minsk, mentre in agosto affrontò l'Armata Rossa a Smolensk. Concluse il 1941 marciando verso Vjaz'ma e Klin. Il 1942 la vide impegnata nella battaglia di Ržev, riuscendo a respingere la controffensiva sovietica iniziata nell'inverno 1941. La divisione stazionò attorno a Ržev fino agli inizi del marzo 1943. Nel mentre, nel novembre 1942 venne deciso di riorganizzarla nella 14. Panzergrenadier-Division, un'opera che però non venne mai completata.
La mancata riorganizzazione e le forti perdite comportarono l'inusuale "de-motorizzazione" della divisione, ora schierata sul fiume Neva, per portarla all'iniziale status di normale divisione di fanteria. Il 30 giugno 1943 ritornò ad essere la 14. Infanterie-Division.

### Nuovamente normale divisione di fanteria
Restando in prima linea sulla Neva, nel settembre 1943 iniziò la ristrutturazione delle forze della 14ª fanteria: il comando e il I./Panzergrenadier-Regiment 101 ritornarono alla divisione dalla disciolta 18. Panzer-Division diventando, rispettivamente, il nuovo comando divisionale e un battaglione del Grenadier-Regiment 101; il I./Grenadier-Regiment 101 riprese vita dal III./Grenadier-Regiment 53; il III./Grenadier-Regiment 11 venne sciolto, l'Aufklärungs-Abteilung 14 (14º battaglione da ricognizione) divenne il Füsilier-Bataillon 14 (14º battaglione fucilieri), l'Artillerie-Regiment 14 ricevette un nuovo battaglione, il numero IV, creato dal cambio di denominazione del II./Artillerie-Regiment 87 della 113. Infanterie-Division. Questo processo durò fino a dicembre inoltrato e non venne interrotto dai combattimenti che nel frattempo proseguirono a Demidov, nel settore di Brjansk e Vicebsk.
Seguirono combattimenti sulla difensiva in varie zone del fronte con pesanti perdite, fino a quando la formazione non venne quasi del tutto annientata dall'operazione Bagration sovietica che sfondò il settore centrale del fronte orientale tedesco (luglio 1944). I superstiti vennero ritirati dal fronte e subito si organizzò la ricostituzione dell'unità, che comunque combatté arretrando fino a Hola Prystan' e al fiume Narew, dove arrivò verso la metà di ottobre tenendo la linea fino alla fine del gennaio 1945.
Dopo un breve periodo di riposo a febbraio, verso la metà del mese fu spostata in Prussia Orientale, non riuscendo comunque ad arrestare l'Armata Rossa che, anzi, l'obbligò ad arretrare fino alla Vistola. La 14. Infanterie-Division si arrese ai sovietici l'8 maggio 1945.

## Ordine di battaglia
I dati che seguono sono tratti da okh.it.

### 14. Infanterie-Division
Agosto 1939
- Quartier generale
- Infanterie-Regiment 11 (11º reggimento fanteria)
- Infanterie-Regiment 53
- Infanterie-Regiment 101
- Artillerie-Regiment 14 (14º reggimento artiglieria)
  - I./Artillerie-Regiment 50 (I battaglione del 50º reggimento artiglieria)
- Aufklärungs-Abteilung 14 (14º battaglione ricognizione)
- Panzerjäger Abteilung 14 (14º battaglione cacciacarri)
- Pionier-Bataillon 14 (14º battaglione del genio)
- Infanterie-Divisions-Nachrichten-Abteilung 14 (14º battaglione comunicazioni di divisione di fanteria)
- Feldersatz-Bataillon 14 (14º battaglione rimpiazzi)
- Infanterie-Divisions Nachschubführer 14 (servizi)

Settembre 1943
- Grenadier-Regiment 11 (11º reggimento granatieri)
- Grenadier-Regiment 53
- Grenadier-Regiment 101
- Füsilier-Bataillon 14 (14º battaglione fucilieri)
- Artillerie-Regiment 14
- Panzerjäger-Abteilung 14
- Pionier-Bataillon 14
- Infanterie-Divisions-Nachrichten-Abteilung 14
- Infanterie-Divisions-Nachschub-Führer 14
- Feldersatz-Bataillon 14
- Kradschützen-Bataillon 54 (54º battaglione motociclisti)

### 14. Infanterie-Division (mot)
- Infanterie-Regiment 11 (mot.) (11º reggimento fanteria motorizzato)
- Infanterie-Regiment 53 (mot.)
- Artillerie-Regiment 14 (mot.)
- Kradschützen-Abteilung 54
- Divisionstruppen 14 (servizi)

## Comandanti
14. Infanterie-Division
| Nome                                                | Grado           | Inizio           | Fine             |
| Franz Freiherr Kreß von Kressenstein                | Generalleutnant | 15 ottobre 1935  | 6 ottobre 1936   |
| Peter Weyer                                         | Generalleutnant | 6 ottobre 1936   | 15 giugno 1940   |
| Lothar Rendulic                                     | Generaloberst   | 15 giugno 1940   | 15 novembre 1940 |
| Riorganizzazione dalla 14. Panzergrenadier-Division |                 |                  |                  |
| Hermann Flörke                                      | Generalleutnant | 30 giugno 1943   | 28 dicembre 1944 |
| Erich Schneider                                     | Generalleutnant | 28 dicembre 1944 | 20 marzo 1945    |

Dati tratti da:
14. Infanterie-Division (mot)
| Nome            | Grado           | Inizio           | Fine            |
| Friedrich Fürst | Generalleutnant | 15 novembre 1940 | 1º giugno 1941  |
| Heinrich Wosch  | Generalleutnant | 1º giugno 1941   | 1º ottobre 1942 |
| Walther Krause  | Generalleutnant | 1º ottobre 1942  | 1º gennaio 1943 |

Dati tratti da:
14. Panzergrenadier-Division
| Nome           | Grado           | Inizio          | Fine           |
| Rudolf Holste  | Generalleutnant | 1º gennaio 1943 | 15 maggio 1943 |
| Hermann Flörke | Generalleutnant | 15 maggio 1943  | 30 giugno 1943 |

Dati tratti da: